# اودا تالاوینا
اودا تالاوینا (به لاتین: Uda Talawinna) یک منطقهٔ مسکونی در سری‌لانکا است که در استان مرکزی (سری‌لانکا) واقع شده‌است.